# کائو لیگو
کائو لیگو (به چینی: 曹利国،  زادهٔ ۴ اکتبر ۱۹۹۸) یک کشتی‌گیر فرنگی‌کار اهل کشور چین است. از افتخارات وی می‌توان به کسب مدال نقره بازی‌های المپیک ۲۰۲۴ پاریس و مدال برنز قهرمانی کشتی جهان ۲۰۲۳ اشاره کرد.

## فعالیت حرفه‌ای

### قهرمانی کشتی جهان ۲۰۲۳
لیگو در وزن ۶۰ کیلوگرم کشتی فرنگی قهرمانی کشتی جهان ۲۰۲۳ بلگراد شرکت کرد، او در این مسابقات ملکامو فتنه از اسرائیل و لئو تادزکا از فرانسه را مغلوب کرد اما در مسابقه بعد به کنیچیرو فومیتا از ژاپن باخت و با توجه به حضور این کشتی‌گیر در فینال، به دیدار شانس مجدد رفت. او در مرحله شانس مجدد ویکتور کیوبانو از مولداوی را شکست داد و به دیدار رده‌بندی رسید. وی در این دیدار گئورگ قاریبیان از ارمنستان را شکست داد و مدال برنز را به دست آورد.

### المپیک ۲۰۲۴ پاریس
لیگو در وزن ۶۰ کیلوگرم کشتی فرنگی المپیک ۲۰۲۴ پاریس حاضر بود که مومن احمد محمد از مصر، رایبر رودریگز از ونزوئلا و ری سه-یونگ از کره شمالی را شکست داد و به فینال رسید. وی در دیدار نهایی به کنیچیرو فومیتا از ژاپن باخت و به مدال نقره رسید.